# 1442 Corvina
1442 Corvina eller 1937 YF är en asteroid i huvudbältet, som upptäcktes den 29 december 1937 av den ungerska astronomen György Kulin i Budapest. Den har fått sitt namn efter Mattias I Corvinus.
Asteroiden har en diameter på ungefär 16 kilometer och den tillhör asteroidgruppen Koronis.